# Thuidium atlanticum
Thuidium atlanticum là một loài rêu trong họ Thuidiaceae. Loài này được Hedenäs mô tả khoa học đầu tiên năm 1991.